# Двоструко хеширање
Двоструко хеширање (енгл. Double hashing) је техника са отвореним адресирањем u програмирању која се користи за отклањање колизија код хеш табела, у случају када се за 2 различите вредности добија исти хеш кључ.
Као код линеарног попуњавања, циклусно пребројавање почиње од почетне вредности за одређени интервал. Тај интервал се одређује помоћу две хеш функције, примарне {\displaystyle h_{1}} и секундарне {\displaystyle h_{2}} , које припадају скупу универзалних хеш функција. Помоћу њих, i-та позиција задате вредности к у табели {\displaystyle T}, одређује се по формули:
{\displaystyle h(i,k)=(h_{1}(k)+i\cdot h_{2}(k))\mod |T|.}

## Насумичност двоструког хеширања
Ако је циљ смањити укупан број приступа меморији, идеални случај адресног хеширања је униформно хеширање (енгл. Uniform hashing). То јест, насумичним, униформним и независним избором две универзалне хеш функције {\displaystyle h_{1}} and {\displaystyle h_{2}} гради се таблица двоструког хеширања {\displaystyle T}. Сви елементи се смештају у таблицу хеширања {\displaystyle T} помоћу изабраних функција. 
Нека је {\displaystyle n} број елемената смештених у {\displaystyle T}. Тада је фактор складиштења табеле {\displaystyle \alpha ={\frac {n}{|T|}}}. 
Нека је {\displaystyle 1>\alpha >0}. Бредфорд и Мајк Катехакис показали су да је очекивани број провера за неуспешне претраге у табели једнак {\displaystyle {\frac {1}{1-\alpha }}}.

### Ефикасност и проблеми
Предност линеарног и квадратног попуњавања је у томе што су ове две технике успеле да искористе погодности које пружа кеш података (енгл. Data cache), приступајући локацијама које се налазе једне близу других у меморији. Код двоструког хеширања интервали су већи, стога се те погодности не могу искористити. Проблем решава складиштење података заједно са другим кључем- kao врсту , а први кључ - kao колону. Оваква организација омогућава нам да оперишемо над колоном , што спречава проблеме са кешом, као и потребу за рехеширањем другог кључа. Наредни пример описује поменуто решење :
```
pData
[
hk_2
][
hk_1
]

int
 
hv_1
 
=
 
Hash
(
v
)

int
 
hv_2
 
=
 
Hash2
(
v
)

int
 
original_hash
 
=
 
hv_1

while
(
pData
[
hv_2
][
hv_1
]){

  
hv_1
 
=
 
hv_1
 
+
 
1

}

```

Као и остале форме отвореног адресирања, са достизањем максималног капацитета хеш табеле, двоструко хеширање постаје линеарно. Једино решење је рехеширање, односно повећање димензије табеле.
Један од проблема је и тај, што секундарна хеш функција може достићи нулу.
На пример, ако поставимо вредност {\displaystyle k=5} , текућа функција биће једнака нули :
{\displaystyle h_{2}(k)=5-(k\mod 7)}
то јест, добијена вредност ће увек остати на почетној хеш вредности. Једно од решења је промена секундарне хеш функције у:
{\displaystyle h_{2}(k)=(k\mod 7)+1}
Овим осигуравамо да секундарна хеш функција увек буде различита од нуле.